# インターネットセレブリティ
インターネットセレブリティ（英語: internet celebrity）またはオンラインセレブリティ（英語: online celebrity）とはインターネット上で著名となった人物のことである。インターネットは世界中に通じて多くの人の目に触れているため、無名のインターネットコミュニティからでも著名人が出ることがある。

## 概要
近年は大多数のインターネット利用者が各々の記事やブログを所持しており、自身の得意であったり好きな事柄についてインターネット上に発信している。しかし記事やブログに目立った個性や特徴が見出せない場合、コンテンツとしての価値は低く見られる傾向にある。
稀にささいな出来事や動画がきっかけで特定の人物・団体が著名となることがある。インターネットでは動画、ニュース、ジョークなど様々な事柄が高速で拡散し、大規模に拡散するとミーム（meme）と呼ばれる現象に発展する（ニャンキャット等がその好例） 。そうした事例の中で著名となった人物のことを主に英語圏ではインターネットセレブリティと呼ぶ。セレブリティとは呼ばれるものの、必ずしも裕福である訳ではなく、インターネット上での知名度の度合いで判断される。
インターネットセレブリティはしばしばアンディ・ウォーホルの「誰もが15分間だけ有名になれる」という言葉（"15 minutes of fame"）に例えられ、近年SNSやブログなどによりこういった人物が多くなってきたため、これに準え「近い未来、ネットなら誰もが15人目の人気者になれる」という主張が為されている。
また、数多く存在するインターネットセレブリティの中で、ユーチューブ上で著名な人物を特にユーチューブセレブリティまたは複数形でユーチューブセレブリティーズと呼ぶ。

## インターネットセレブリティの事例
インターネットセレブリティが発生する過程として特に著名なのはボクシィ（Boxxy）である。ボクシィは2006年に"MoldyLunchbox（モルディランチボックス）"というユーザー名でガイアオンラインに登場し、"4DD1"なる他のユーザーに対するメッセージ動画を投稿した。
その3年後の2009年1月28日にボクシィはユーチューブに"boxxybabee"というアカウントで数本の動画を投稿し、これはユーチューブ上や4chan上で大いに話題となった。19万3589人のチャンネル登録者と2500万回を超える視聴回数を獲得し、一日あたりの平均視聴数は 2万777回にまで上った。
彼女が投稿した動画はアイラインを真っ黒に塗った一人の少女が、抑揚の極端な口調で他の人物に対する思いや自分の考えを述べる、というものであった。その挙動不審とも見える様子からネット上の意見は肯定派と否定はに二分され、これに呼応する形でボクシィへスパムメールを送りつけたり、流行の発端である4chanへのDDoS攻撃が行われるなど元の出来事とは関係の無い方向へ影響が広がっていった。またこうした影響はツイッターにも広がり、ボクシィのツイッター爆弾（特定の人物へ大量のツイートをするbot） なども作成された。こうした一連の騒動をガーディアン紙なども報道した。

## 著名なインターネットセレブリティ
- ライアン・ヒガ - パロディ

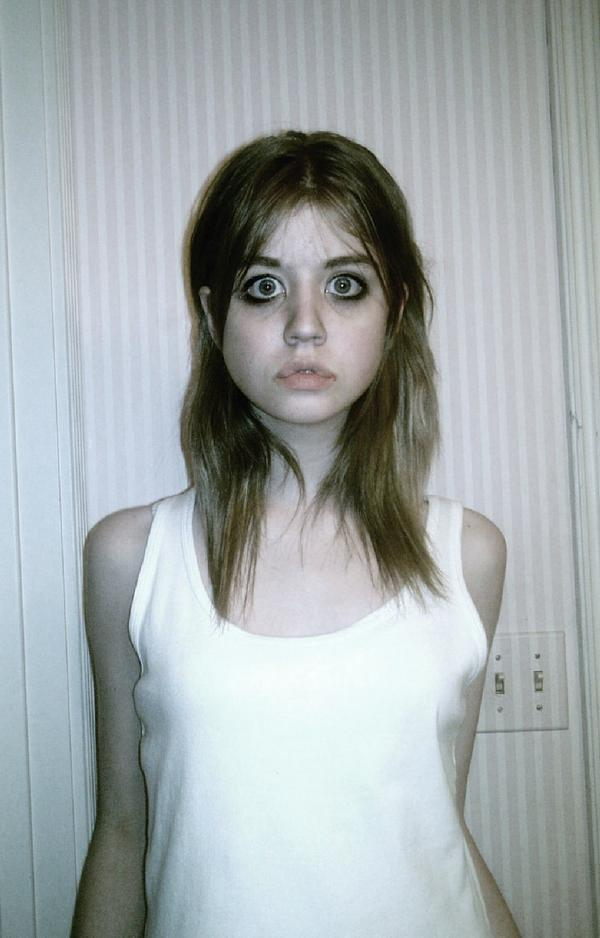
クリーピーちゃん（2005年）

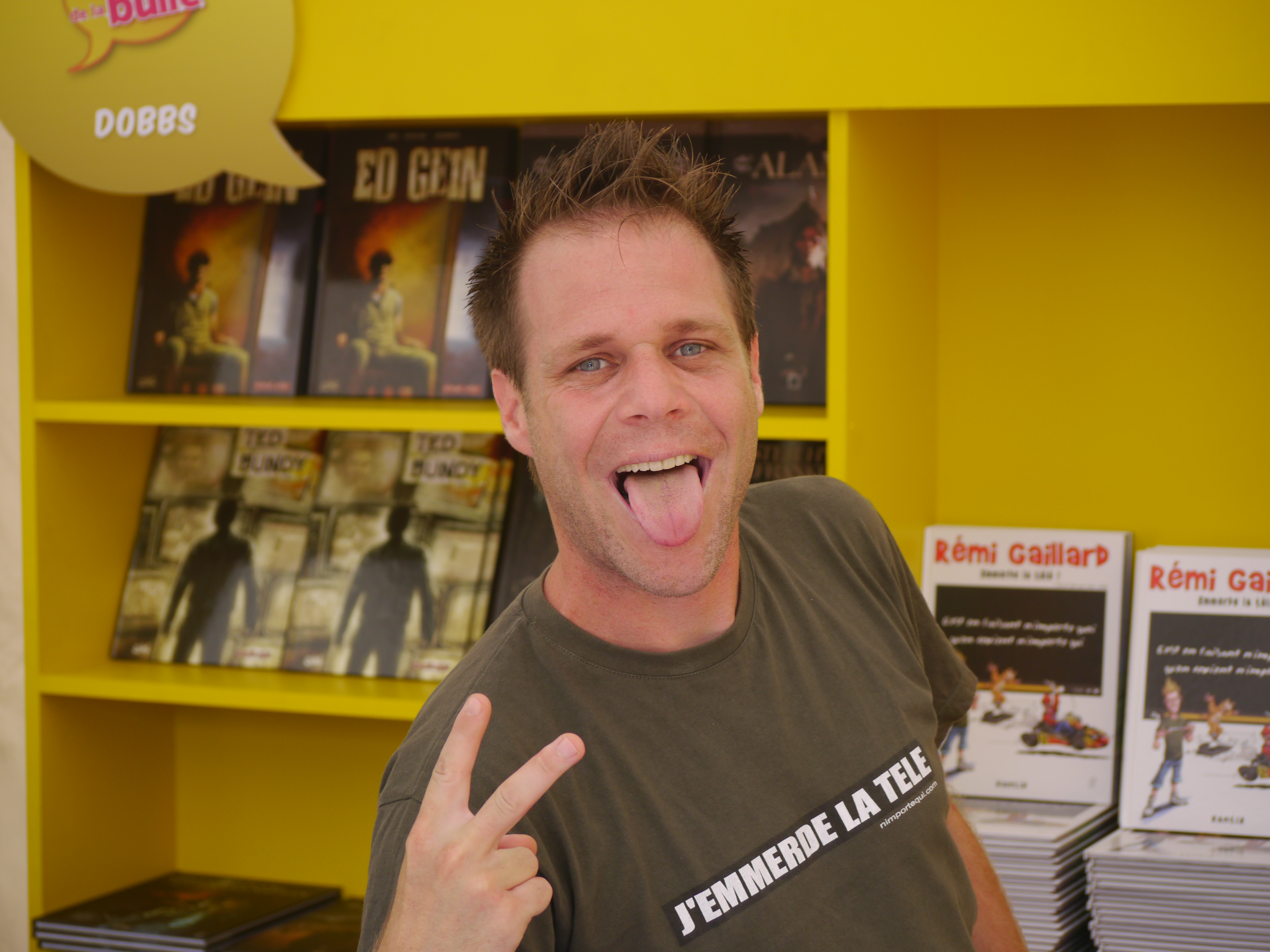
レミ・ガイヤール

- ボクシィ（英語版） - 少女が自分自身について語る動画。その挙動不審な様子から様々な憶測が飛んだが後に演技であると本人が告白した。
- フレディ･ウォン（英語版） - VFXを用いた動画
- スモッシュ - コメディ
- レイ・ウィリアム・ジョンソン - 話題となっている事柄を取り上げてそれについて感想を述べる動画
- ミシェル・ファン - 化粧
- シェーン・ドーソン - パロディ
- レミ・ガイヤール - いたずら
- ニンジャ - ゲーム実況
- ピューディパイ - ゲーム実況
- スター・ウォーズ・キッド - ネットいじめの初期例
- アリソン・ハーバード（英語版） - アメリカ合衆国のモデル。「Creepy Chan」（クリーピー（きもい）ちゃん）として4chanで話題となった。
- 李子チー - 料理動画を作成する中華人民共和国のビデオブロガー。
- Daichi - ビートボックス
- マギボン - 一言も話さず画面を見つめ続ける動画
- HIKAKIN - ビートボックス、商品レビューなど
- ぐんぴぃ - 日本のお笑いタレント。フリーター時代にABEMA NEWS製作のニュース番組のインタビューを受け、有名になった。